# Етелинд фон Липе
Етелинд фон Липе (на немски: Ethelind zur Lippe; † ок. 1273, fl. 1254 – 1273) от род Липе е чрез женитба графиня на Валдек.

## Биография
Тя е втората дъщеря на Херман II фон Липе (1175 – 1229) и съпругата му графиня Ода фон Текленбург (1180 – 1221), дъщеря на граф Симон фон Текленбург († 1202) и на графиня Ода фон Берг-Алтена († 1224).
Етелинд фон Липе се омъжва на 13 февруари 1254 г. за граф Адолф I фон Валдек и Шваленберг († 3 октомври 1270), по-малък син на граф Хайнрих I фон Валдек и Шваленберг († 1214) и съпругата му Хезека фон Дасел († 1220). Тя е втората му съпруга. Бракът е бездетен.
Етелинд фон Липе е мащеха на Видукинд († 1269), става през 1265 г. епископ на Оснабрюк, и на Хайнрих III († 1267), граф на Валдек.